# Antiochos von Syrakus
Antiochos von Syrakus war ein antiker griechischer Geschichtsschreiber. Er lebte in der zweiten Hälfte des 5. Jahrhunderts v. Chr.

## Leben
Antiochos war ein Sohn des Xenophanes und hatte das Jahr 423 v. Chr. miterlebt. Es lässt sich anhand dieses Datums immerhin festhalten, dass er zur Zeit des Peloponnesischen Krieges lebte und damit ein Zeitgenosse des Thukydides war.
Antiochos sammelte verschiedene lokale historische Traditionen (Sizilien, süditalienischer Raum) und davor wahrscheinlich hauptsächlich mündlich weitergegebene Gründungserzählungen, sichtete diese kritisch – Mythologie spielt kaum eine Rolle – und verarbeitete sie in zwei Hauptwerken, von denen nur Fragmente erhalten sind: Sikelika (9 Bücher, wahrscheinlich detaillierte und mit Namen der Koloniegründer ausgestattete Siedlungsgeschichte Siziliens von der Zeit des Königs Kokalos bis zum Frieden von Gela 424/423 v. Chr.) und Über Italien (siedlungsgeschichtliche, historische und geographische Schilderung Süditaliens und Siziliens).
Die antiken Zeitgenossen und Historiographen schätzten seine Werke wegen ihrer Genauigkeit. Zitate der Sikelika finden sich bei Pausanias, Clemens von Alexandria und Theodoret, Zitate aus Über Italien bei Strabo und Dionysios von Halikarnassos.

## Textausgaben
Die Fragmente sind gesammelt in: Die Fragmente der griechischen Historiker (Nr. 555) bzw. in Brill’s New Jacoby (Nr. 555, dort mit englischer Übersetzung, Kommentar und biographischer Skizze von Nino Luraghi).